# Sort-en-Chalosse
Sort-en-Chalosse là một xã, thuộc tỉnh Landes trong vùng Aquitaine. Xã này có diện tích 15,39 km², dân số năm 2006 là 806 người. Xã này nằm ở khu vực có độ cao trung bình 14 mét trên mực nước biển.
10 xã gần nhất:
- Hinx (40) 	 2 km 	 phía bắc
- Garrey (40) 	 2.4 km 	đông nam
- Clermont (40) 	 3.8 km 	phía nam
- Ozourt (40) 	 5 km 	 đông nam
- Saugnac-et-Cambran (40)5.1 km 	tây
- Mimbaste (40) 	 5.2 km 	tây nam
- Candresse (40) 5.2 km 	tây bắc
- Poyartin (40) 	 5.2 km 	đông
- Goos (40) 	 5.7 km 	bắc
- Narrosse (40) 6.5 km tây bắc

Các thành phố khác:
- Dax: 10.2 km
- Mont-de-Marsan: 41.4 km
- Bayonne: 49.0 km
- Pau: 62.3 km
- Bordeaux: 131.7 km
- Toulouse: 191.7 km

## Biến động dân số
| Năm | 1962 | 1968 | 1975 | 1982 | 1990 | 1999 | 2006 |
| --- | ---- | ---- | ---- | ---- | ---- | ---- | ---- |
| Dân số | 594  | 541  | 573  | 617  | 696  | 707  | 806  |
| From the year 1962 on: No double counting—residents of multiple communes (e.g. students and military personnel) are counted only once. |      |      |      |      |      |      |      |